# يوم نجران الثاني
يوم نجران الثاني احد أيام العرب في الجاهلية، لبني دارم من تميم على بني الحارث بن كعب.

## المعركة
يوم لعمرو بن حدير الدارمي على نجران أغار فيه على بني الحارث بن كعب بنجران فقتل وسبا، وقَتَلَ في هذا اليوم ضمرة بن ضمرة الدارمي عمرا ويزيد ومالكاً من بني العُزَيل الحارثي.

## في الشعر
وفي هذا اليوم قال ضمرة بن ضمرة الدارمي:
وقال عبد العزيز بن جوّال بن سلامة:
وقال الفرزدق: